# Belep
Belep is een eilandengroep en gemeente in Nieuw-Caledonië en telt 843 inwoners (2014). De oppervlakte bedraagt 69,5 km², de bevolkingsdichtheid is 12,1 inwoners per km².